# Sabon

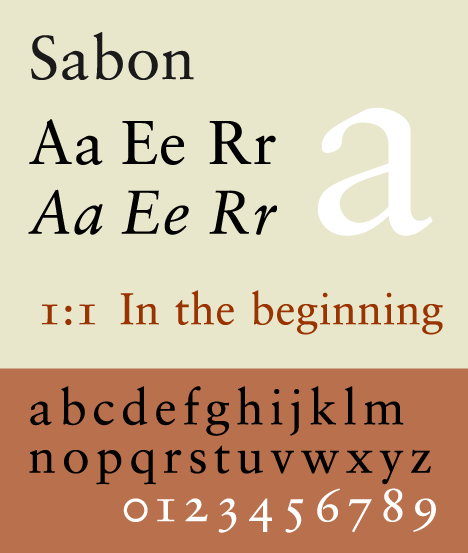
Krój Sabon

Sabon – klasycyzujący krój szeryfowy stworzony przez niemieckiego typografa i projektanta Jana Tschicholda (1902–1974) w latach 1964–1967. Został on wypuszczony na rynek wspólnymi siłami odlewni Monotype, Linotype i Stempel w roku 1967. Projekt tej antykwy został oparty na krojach tworzonych przez Claude’a Garamonda – wykorzystano zwłaszcza wersję używaną przez frankfurckiego drukarza Konrada Bernera. Berner ożenił się z wdową po swoim współpracowniku, Jacques Sabon (stąd nazwa kroju), który po śmierci Garamonda wykupił część czcionek z jego kolekcji. Kursywy zaprojektowano na podstawie krojów Roberta Granjona, typografa tej samej epoki. Sabon jest często opisywany jako odrodzenie Garamonda.
Wieloletnia popularność Sabona jako kroju dziełowego wykracza poza jego pierwotny cel, czyli odpowiedź na specyficzne potrzeby rynku drukarskiego. Tschichold został wyznaczony przez Związek Drukarzy Niemieckich do stworzenia kroju, który wyglądałby tak samo przy każdym rodzaju druku – linotypie, monotypie czy prasie drukarskiej – co ułatwiłoby rozliczenie stronicy i marginesów podczas drukowania książki. Kursywy i pogrubienia miały zajmować taką samą przestrzeń, co antykwa (kroje o stałej szerokości znaku), więc stanowiłoby ogromne ułatwienie dla drukarzy muszących pracować przy różnych technikach druku tego okresu. Wreszcie, by zaoszczędzić na przestrzeni i pieniądzach, nowy krój miał być o 5 procent węższy niż używany do tej pory Monotype Garamond. Nazwanie kroju Sabonem bardzo pasowało ze względu na historię: Francuz, który przeniósł się do Frankfurtu, cztery wieki wcześniej odegrał podobną rolę w przywracaniu krojów Garamonda do powszechnego użytku wśród drukarzy.
Tschichold, tworząc dla niemieckich drukarzy krój Sabon, zmodernizował tradycyjną antykwę i podkreślił specyficzne detale każdej litery, zwłaszcza harmonię w szeryfach. W ten sposób ostrożnie wyważył ciężar liter potrzebny do nadania im wyrazistości na współczesnym papierze, ponieważ przy obecnych technikach druku maszyna raczej delikatnie przenosi atrament z formy drukowej na papier, niż kopiuje za metodą stempla (druk wklęsły).

## Historia
Prace nad Sabonem rozpoczęto na początku roku 1960 w reakcji na niezadowolone głosy niemieckich drukarzy, którzy narzekali na brak zharmonizowanego czy ujednoliconego kroju wyglądającego tak samo zarówno podczas druku przy użyciu monotypu, jak i linotypu. Od początku ściśle określili, jaki typ kroju spełniałby ich oczekiwania – odrzucali nowoczesność i modę na rzecz pewnej, XVI-wiecznej tradycji, czegoś opartego na Garamondzie czy Granjonie. Wymóg, że szerokość liter ma być zawsze taka sama, miał swoje źródło w konieczności podwójnego wytapiania czcionek: każda matryca linotypu może odlać różne typy liter (antykwę, kursywę i pogrubienie), ale każda z liter ma inną szerokość czcionki. Przed odlaniem linijki tekstu drukarz musiał ustalić, jaka jest szerokość kolumny, a potem dopasować do tej wartości szerokość pojedynczej linijki. Oznaczało to, że przy wyważaniu szarości kolumny zecer miał do dyspozycji tylko jeden rodzaj liter zamiast trzech, a ponadto konieczne było wstępne oszacowanie długości linii tekstu przed przystąpieniem do druku.
Po raz pierwszy użyto Sabona w 1973 roku przy składzie Biblii Washburn College wykonanym przez amerykańskiego projektanta Bradbury’ego Thompsona. Wszystkie księgi Biblii króla Jakuba zostały ręcznie złożone całostkami logicznymi, łamiąc wers w miejscu przerw oddechowych. W 1979 wykorzystano ten krój zarówno podczas przygotowania Book of Common Prayer dla Kościoła Episkopalnego w Stanach Zjednoczonych, jak i we wszystkich drugorzędnych księgach liturgicznych tego Kościoła (na przykład Book of Occasional Services i Lesser Feasts and Fasts). Sabona użyto w 2000 roku jako oficjalny krój Uniwersytetu Stanforda (funkcjonował do 2012), dla Uniwersytetu w Örebro był on razem z czcionką Trade Gothic oficjalnymi krojami. Vogue i Esquire stosuje jego delikatnie zmodyfikowaną wersję w nagłówkach.
Cyfrowe wydania Sabona funkcjonują w rozmaitych wersjach, cenach i są sprzedawane zarówno przez Adobe, jak i Linotype. Fontsite wydał wersję Sabona pod nazwą Savoy, podczas gdy Bitstream wypuścił mniej wierny wariant, tzw. Classical Garamond.

## Sabon Next

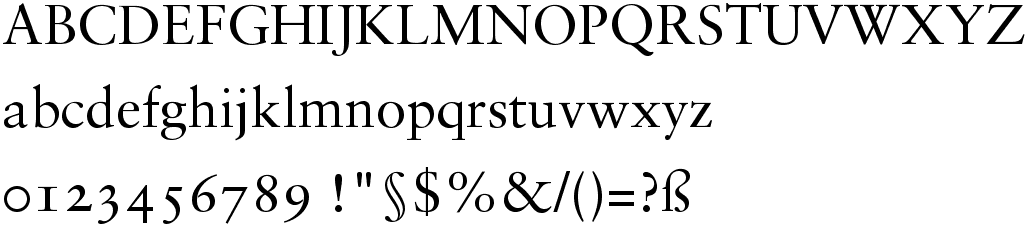
Zbiór znaków podstawowych kroju Sabon

Jean-François Porchez zaprojektował kolejną, odświeżoną wersję Sabona, czyli Sabon Next. Sabon Next bazuje na Tschicholdowskim Sabonie zaprojektowanym dla firmy Stempel, a także na wynikach studiów Porcheza nad antykwami Garamonda. Rodzina Sabona Next zawiera sześć grubości krojów oraz cyrylicę, znaki greckie i rozszerzone znaki łacińskie. Współgra z systemami takimi, jak ISO Adobe 2 oraz Adobe CE.
Wersja OpenType tego kroju zawiera:
1. formy majuskułowe: nawiasy zwykłe i kwadratowe, a niektóre znaki interpunkcyjne zmieniają swą pozycję pionową, gdy pojawiają się wyłącznie w otoczeniu wielkich liter,
2. ligatury (fb, ffb, ff, fh, ffh, fi, ffi, fj, ffj, fk, fl, ffl, ft oraz fft, a także ligatury długiego s),
3. ligatury dobrowolne (Th, sp, st oraz ct),
4. liczebniki,
5. cyfry w indeksie górnym i dolnym, w tym nawiasy i niektóre znaki interpunkcyjne,
6. ułamki skośne,
7. tabelaryczne i proporcjonalne cyfry nautyczne, w tym symbole walut,
8. tabelaryczne i proporcjonalne cyfry zwykłe,
9. kapitaliki, w tym symbole walut, nawiasy zwykłe i kwadratowe oraz niektóre znaki interpunkcyjne,
10. zestawy stylistyczne,
11. alternatywne formy: różne wersje niektórych znaków do wykorzystania na końcu linijki, np. a, c, d, e, h, i, k, l, m, n, r, t, u, z, &, Q; każda z nich zawiera również alternatywną wersję zaakcentowanej formy znaku,
12. kolejne alternatywne formy: dodatkowe wersje majuskuł, alternatywne ligatury, historyczne długie s, szerszy symbol waluty euro oraz przekreślone zero.
13. ornamenty i kwiatony[7].

### Sabon Next Display
Jest to odmiana regularnej wersji Sabona Next przygotowana dla pisma powyżej 20 punktów.

### Sabon Next – ornamenty
Jest to kolekcja ornamentów typograficznych oraz dingbatów. Można znaleźć te glify także w fontach OpenType Sabon Next (oprócz kroju Black).

### Sabon Infant
Ta wersja kroju posiada warianty liter „a” oraz „g” i jest używana do składania książek dla dzieci, jednak występuje niezwykle rzadko.

## Sabon e-Text
Jest to przygotowana przez Steve’a Mattesona zdigitalizowana wersja kroju Sabon. Modyfikacje to przede wszystkim: zwiększona wysokość x, grubsze elementy włosowate i szeryfy, większe światło międzyliterowe (tracking), jaśniejsze oka liter, wyważenie dwuelementowości pisma.
Rodzina zawiera cztery fonty w dwóch grubościach (regular i bold) w odpowiadającymi im kursywami. Warianty OpenType zawierają odpowiednie formy dla typu wielkości, ułamki, ligatury, klasycystyczne łączenie i wygląd znaków, odpowiednio zaprojektowane znaki wyrównania górnego, indeksu oraz kapitaliki.

## Elementy charakterystyczne Sabona
W majuskule ogonek litery „Q” mieści się pod okiem litery, a ogonek w „J” zawija się w niewielki haczyk. Istnieją także dwie wersje dużego „R” – jedna z prostym, druga z zakrzywionym ogonkiem.
Kursywa jest o wiele szersza niż w większości pism szeryfowych, ponieważ Sabon miał być pismem o stałej szerokości litery. W Sabonie Next kursywa stała się bardziej przystępna i dostosowana do oka.